# Rafael Matos
Rafael Fabris de Matos (Porto Alegre, 6 januari 1996) is een Braziliaans tennisser die voornamelijk actief is in het dubbelspel.

## Carrière
Matos speelde in het challenger niveau vaak samen met landgenoten en won zijn eerste challenger in 2019. Nadien ging het snel en in 2020 won hij er twee, in 2021 brak hij helemaal door met zeven overwinningen op dat niveau. Hij won zijn eerste ATP-toernooi in 2021 toen hij en landgenoot Felipe Meligeni Rodrigues Alves te sterk waren op de ATP Córdoba. Hij stond in 2021 nog in de finale van een andere ATP-toernooi maar verloor. In 2022 brak hij door op het hoogste niveau en won hij vijf ATP-toernooien en verloor er twee.
Hij speelde in 2014 aan de zijde van landgenoot João Menezes de US-Open voor Junioren maar ze verloren van Omar Jasika en Naoki Nakagawa.

## Palmares
| Legenda                       | Legenda               |
| ----------------------------- | --------------------- |
| Grand Slam                    |                       |
| Olympische Spelen             |                       |
| tot 2009                      | vanaf 2009            |
| Tennis Masters Cup            | ATP Finals            |
| ATP Masters Series            | ATP Tour Masters 1000 |
| ATP International Series Gold | ATP Tour 500          |
| ATP International Series      | ATP Tour 250          |

### Dubbelspel
| Nr.                          | Datum             | Toernooi       | Ondergrond    | Partner                   | Tegenstanders in finale                           | Score             | Details |
| ---------------------------- | ----------------- | -------------- | ------------- | ------------------------- | ------------------------------------------------- | ----------------- | ------- |
| gewonnen finales herendubbel |                   |                |               |                           |                                                   |                   |         |
| 1.                           | 28 februari 2021  | ATP Córdoba    | Gravel        | Felipe Meligeni Rodrigues | Romain Arneodo Benoît Paire                       | 6-4, 6-1          | details |
| 2.                           | 27 februari 2022  | ATP Santiago   | Gravel        | Felipe Meligeni Rodrigues | André Göransson Nathaniel Lammons                 | 7-6, 7-6          | details |
| 3.                           | 10 april 2022     | ATP Marrakesh  | Gravel        | David Vega Hernández      | Andrea Vavassori Jan Zielinski                    | 6-1, 7-5          | details |
| 4.                           | 26 juni 2022      | ATP Mallorca   | Gras          | David Vega Hernández      | Ariel Behar Gonzalo Escobar                       | 7-6, 6-7, [10-1]  | details |
| 5.                           | 17 juli 2022      | ATP Båstad     | Gravel        | David Vega Hernández      | Simone Bolelli Fabio Fognini                      | 6-4, 3-6, [13-11] | details |
| 6.                           | 2 oktober 2022    | ATP Sofia      | Hardcourt (i) | David Vega Hernández      | Fabian Fallert Oscar Otte                         | 3-6, 7-5, [10-8]  | details |
| verloren finales herendubbel |                   |                |               |                           |                                                   |                   |         |
| 1.                           | 29 mei 2021       | ATP Belgrado   | Gravel        | André Göransson           | Jonathan Erlich Andrei Vasilevski                 | 4-6, 1-6          | details |
| 2.                           | 1 mei 2022        | ATP München    | Gravel        | David Vega Hernández      | Kevin Krawietz Andreas Mies                       | 6-4, 4-6, [7-10]  | details |
| 3.                           | 9 oktober 2022    | ATP Tokio      | Hardcourt     | David Vega Hernández      | Mackenzie McDonald Marcelo Melo                   | 4-6, 6-3, [4-10]  | details |
| 4.                           | 23 juli 2023      | ATP Båstad     | Gravel        | Francisco Cabral          | Gonzalo Escobar Oleksandr Nedovjesov              | 2–6, 2–6          | details |
| 5.                           | 26 september 2023 | ATP Chengdu    | Hardcourt     | Francisco Cabral          | Sadio Doumbia Fabien Reboul                       | 6-4, 5-7, [7-10]  | details |
| Gewonnen challengers         |                   |                |               |                           |                                                   |                   |         |
| 1.                           | 6 oktober 2019    | Campinas       | Gravel        | Orlando Luz               | Miguel Ángel Reyes-Varela Fernando Romboli        | 6-7, 6-4, [10-8]  |         |
| 2.                           | 2 februari 2020   | Punta del Este | Gravel        | Orlando Luz               | Juan Manuel Cerúndolo Thiago Agustin Tirante      | 6-4, 6-2          |         |
| 3.                           | 20 september 2020 | Iași           | Gravel        | Joao Menezes              | Treat Huey Nathaniel Lammons                      | 6-2, 6-2          |         |
| 4.                           | 21 februari 2021  | Concepción     | Gravel        | Orlando Luz               | Sergio Galdos Diego Hidalgo                       | 7-5, 6-4          |         |
| 5.                           | 25 april 2021     | Tallahassee    | Gravel        | Orlando Luz               | Sekou Bangoura Donald Young                       | 7-6, 6-2          |         |
| 6.                           | 8 augustus 2021   | Cordenons      | Gravel        | Orlando Luz               | Sergio Galdos Renzo Olivo                         | 6-4, 7-6          |         |
| 7.                           | 5 september 2021  | Como           | Gravel        | Felipe Meligeni Rodrigues | Luis David Martínez Andrea Vavassori              | 6-7, 6-4, [10-6]  |         |
| 8.                           | 14 november 2021  | Montevideo     | Gravel        | Felipe Meligeni Rodrigues | Ignacio Carou Luciano Darderi                     | 6-4, 6-4          |         |
| 9.                           | 21 november 2021  | Campinas       | Gravel        | Felipe Meligeni Rodrigues | Gilbert Klier Junior Matheus Pucinelli De Almeida | 6-3, 6-1          |         |
| 10.                          | 19 december 2021  | Rio de Janeiro | Gravel        | Orlando Luz               | James Cerretani Fernando Romboli                  | 6-3, 7-6          |         |
| 11.                          | 15 mei 2022       | Bordeaux       | Hardcourt (i) | David Vega Hernández      | Fabian Fallert Oscar Otte                         | 3-6, 7-5, [10-8]  |         |

### Gemengd Dubbelspel
| Nr.                            | Datum           | Toernooi        | Ondergrond | Partner       | Tegenstander in finale    | Score    | Details |
| ------------------------------ | --------------- | --------------- | ---------- | ------------- | ------------------------- | -------- | ------- |
| Gewonnen finales gemengddubbel |                 |                 |            |               |                           |          |         |
| 1.                             | 27 januari 2023 | Australian Open | Hardcourt  | Luisa Stefani | Sania Mirza Rohan Bopanna | 7-6, 6-2 | Details |

## Resultaten grote toernooien

### Dubbelspel
| Legenda | Legenda                          |
| ------- | -------------------------------- |
| g.t.    | geen toernooi gehouden           |
| l.c.    | lagere categorie                 |
| –       | niet deelgenomen                 |
| G       | uitgeschakeld in de groepsfase   |
| 1R      | uitgeschakeld in de eerste ronde |
| 2R      | uitgeschakeld in de tweede ronde |
| 3R      | uitgeschakeld in de derde ronde  |
| 4R      | uitgeschakeld in de vierde ronde |
| KF      | uitgeschakeld in de kwartfinale  |
| HF      | uitgeschakeld in de halve finale |
| F       | de finale verloren               |
| W       | het toernooi gewonnen            |
| w-v     | winst/verlies-balans             |

| grandslamtoernooien |    |      |      |   |
| Australian Open     | –  | 1R   | 1R   |   |
| Roland Garros       | –  | KF   | 3R   |   |
| Wimbledon           | 2R | 3R   | 2R   |   |
| US Open             | –  | 1R   | 2R   |   |
| olympisch           |    |      |      |   |
| Olympische Spelen   | –  | g.t. | g.t. |   |
| statistieken        |    |      |      |   |
| titels per jaar     | 1  | 5    | 0    | 0 |
| eindejaarsranking   | 67 | 27   | 59   |   |

### Gemengd dubbelspel
| Legenda | Legenda                          |
| ------- | -------------------------------- |
| g.t.    | geen toernooi gehouden           |
| l.c.    | lagere categorie                 |
| –       | niet deelgenomen                 |
| G       | uitgeschakeld in de groepsfase   |
| 1R      | uitgeschakeld in de eerste ronde |
| 2R      | uitgeschakeld in de tweede ronde |
| 3R      | uitgeschakeld in de derde ronde  |
| 4R      | uitgeschakeld in de vierde ronde |
| KF      | uitgeschakeld in de kwartfinale  |
| HF      | uitgeschakeld in de halve finale |
| F       | de finale verloren               |
| W       | het toernooi gewonnen            |
| w-v     | winst/verlies-balans             |

| grandslamtoernooien |   |      |      |   |
| Australian Open     | – | –    | W    |   |
| Roland Garros       | – | 3R   | KF   |   |
| Wimbledon           | – | 1R   | 1R   |   |
| US Open             | – | 1R   | –    |   |
| olympisch           |   |      |      |   |
| Olympische Spelen   | – | g.t. | g.t. |   |
| statistieken        |   |      |      |   |
| titels per jaar     | 0 | 0    | 1    | 0 |